# Ж. К. В. Д.
«Ж. К. В. Д.» (англ. JCVD) — псевдореалистичная драма 2008 года французского режиссёра Мабрука Эль Мекри, с Жан-Клодом Ван Даммом в главной роли.
Кинообозреватель журнала Time роль Ван Дамма назвал лучшей актёрской работой года после Хита Леджера (Джокер в фильме «Тёмный рыцарь»), подытожив фразой «Ван Дамм достоин не чёрного пояса, а „Оскара“». Роджер Эберт заметил: «Ван Дамм сказал о себе наихудшее из того, что мечтали сказать о нём критики, и это было пугающе правдиво».

## Сюжет
В этом фильме Жан-Клод Ван Дамм предстаёт перед нами в образе обычного человека, «бывшей звезды», у которой теперь куча долгов, бесконечные судебные тяжбы и одна очень большая проблема — он объявлен организатором ограбления.

## В ролях
- Жан-Клод Ван Дамм — в роли самого себя
- Франсуа Дамиен — Брюгес
- Зинедин Суалем — человек в шапке
- Эрве Сонье — лейтенант Смит
- Джон Фландерс — адвокат бывшей жены ЖКВД
- Рената Камара — судья в Лос-Анжелесе
- Оливье Бисбек — Эрик
- Лилиан Беккер — мать ЖКВД
- Франсуа Бекелерс — отец ЖКВД
- Поль Рокенброд — Тоби Вуд

## Съёмочная группа
- Режиссёр — Мабрук Эль Мекри
- Авторы сценария — Мабрук Эль Мекри, Фредерик Бенюди, Фредерик Таддей, Винсент Равалек, Кристоф Тюрпи
- Делегированный продюсер — Сидони Дюма
- Сопродюсеры — Патрик Кьюинет, Джани Тилтгес, Арлетт Зильберберг
- Исполнительные продюсеры — Фисцман Марк, Жан-Клод Ван Дамм
- Оператор — Пьер-Ив Бастар
- Композитор — Гаст Вальтцинг
- Монтажёр — Како Кельбер
- Арт-директор — Андре Фонсни
- Художник по костюмам — Ули Саймон
- Художник по декорациям — Франсуа Дайкс
- Постановщик трюков — Мишель Карлье
- Постановщик боевых сцен — Мишель Карлье

## Номинации
- Премия Toronto Film Critics Association Awards
  - 2009 — Лучший актёр (Жан-Клод Ван Дамм)
- Премия Chlotrudis Awards
  - 2009 — Лучший актёр (Жан-Клод Ван Дамм)